# Dalibor Janda

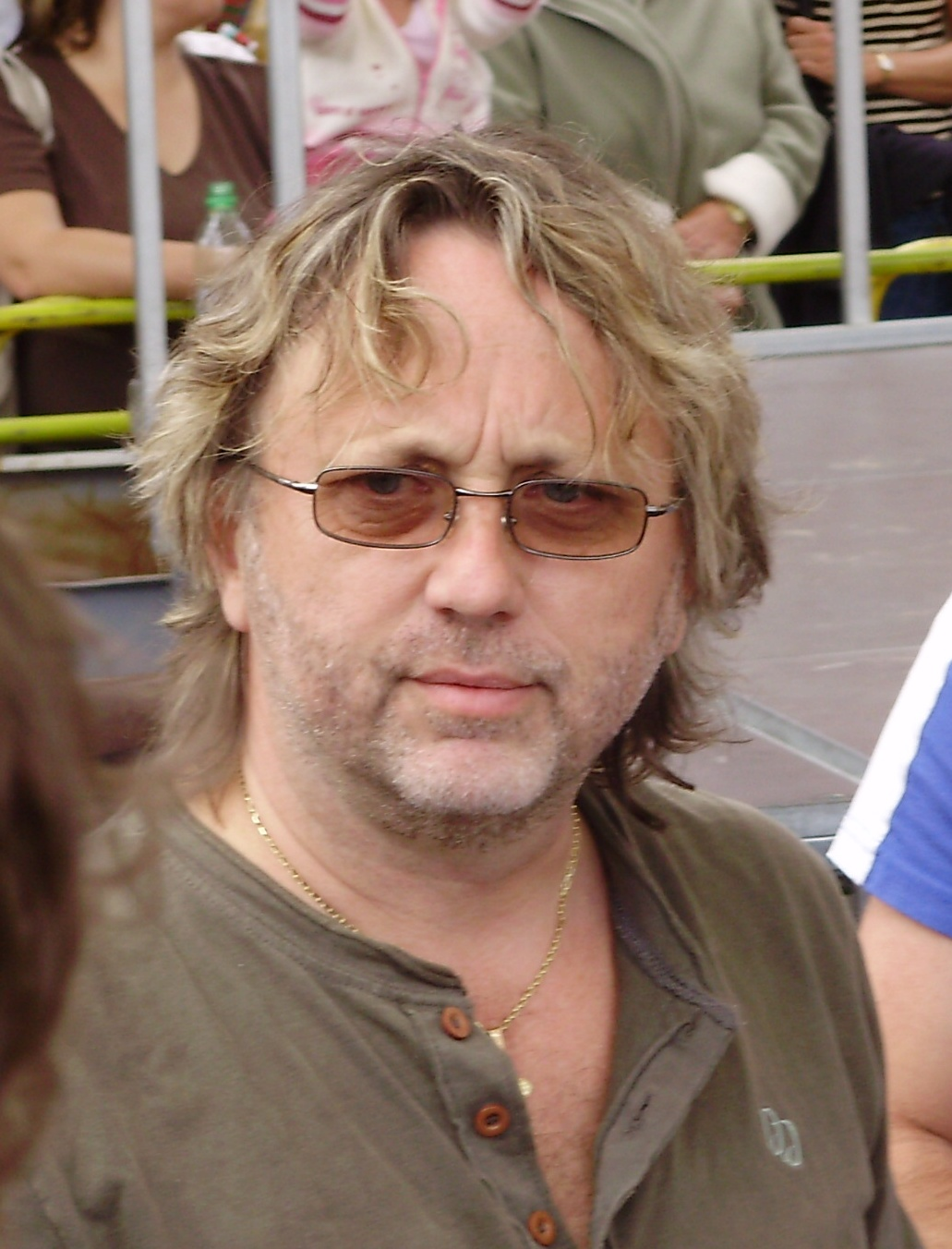
Dalibor Janda

Dalibor Janda (* 21. März 1953 in Hranice, Tschechoslowakei) ist ein tschechischer Sänger.

## Leben
Janda schreibt seit 1985 Lieder  und hat seit seinem Debüt „Hurikán“ insgesamt 15 Alben herausgebracht hat.
Er gewann zwischen 1986 und 1988 dreimal die Auszeichnung „Zlatý slavík“ als beliebtesten Sänger der Tschechoslowakei.
Mit dem Videoclip zu seiner Single „Velkej Flám“ (bzw. „Velký Flám“) gelang ihm 2008 auch in Frankreich und Deutschland ein erster Erfolg.